# Lumpengrete
Lumpengrete ist ein 1917 gedrehtes, deutsches Stummfilmmelodram von Eugen Illés mit Leontine Kühnberg in der Titelrolle.

## Handlung
Anton von Bogdan arbeitet als Vermögensverwalter für seinen Onkel, den Grafen Nilewski. Als geldgieriger Schurke, der er ist, entwickelt er einen Plan, um an den Besitz einer anstehenden Erbschaft heranzukommen, die wiederum auch der Graf, der in verwandtschaftlicher Beziehung mit dem Verstorbenen stand, gern hätte. Bogdan überredet den alten Lumpensammler Steinmeister, ihm sein mittlerweile erwachsenes Findelkind Grete, das dieser einst groß gezogen hatte, für ein hinterhältiges Manöver zur Verfügung zu stellen. Grete soll als angeblich verschollene Nichte des Erblassers auf der Bildfläche erscheinen. In betrügerischer Absicht wird dem Notar weisgemacht, dass Grete erbberechtigt sei. Somit ist sie eine reiche Frau, die zugleich auch das gräfliche Schloss Nilewskis erhält. Bogdan heiratet Grete und wird nunmehr deren Vermögensverwalter. 
Bogdan verkauft, ohne seine Gattin darüber zu informieren, das Schloss, und sein Onkel muss von dort ausziehen. Erst spät durchschaut Grete Bogdans perfide Machenschaften. Unrecht gut gedeihet nicht: Bogdans Helfershelfer Heymann und Marietta, eine nähere Bekannte des Grafen Nilewski, reißen sich das von Bogdan ergaunerte Vermögen unter den Nagel und suchen das Weite. Daraufhin verübt Bogdan Selbstmord. Doch auch die beiden Flüchtigen kommen nicht weit. Grete, die nun die Zusammenhänge begreift, verkleidet sich als „Lumpengrete“ auf einem Ball im Schloss, auf dem auch Heymann und Marietta auftauchen. Dort nimmt sie ihnen die in einer Tasche verstauten Beute wieder ab. Die Gauner werden verhaftet, und aus Dankbarkeit nimmt der Graf Grete zur Frau.

## Produktionsnotizen
Lumpengrete entstand im Literaria-Film-Atelier in Berlin-Tempelhof, passierte die Zensur im September 1917 und wurde vermutlich zu Beginn des darauf folgenden Jahres in Berlins Neuer Philharmonie uraufgeführt. Der Fünfakter besaß eine Länge von 1761 Metern.

## Kritik
Die Neue Kino-Rundschau befand: „Romantisch und fesselnd zugleich ist der Stoff dieser dramatischen Handlung, die alles in sich birgt, was man von einem wirksamen und guten Filmstück erwartet. Es ist keine Schablone und trägt den Reiz des Neuen an sich. Zudem ist die ist die Darstellung der handelnden Personen ganz erstklassig. Allen voran Leontine Kühnberg als Lumpengrete und Gräfin. (…) Auch sonst hat der Film gute Qualitäten, die in der technischen Vollkommenheit gipfeln.“.